# Whitney Hedgepeth
Whitney Lynn Hedgepeth, född 19 mars 1971 i Charlottesville i Virginia, är en amerikansk före detta simmare.
Hedgepeth blev olympisk guldmedaljör på 4 x 100 meter medley vid sommarspelen 1996 i Atlanta.